# Rubáiyát: Elektra's 40th Anniversary
Rubáiyát: Elektra's 40th Anniversary es un álbum recopilatorio, lanzado en 1990 para conmemorar los 40 años del sello discográfico estadounidense Elektra Records. Ideado por el gerente ejecutivo Bob Krasnow, Rubáiyát permitía explorar el catálogo de los pasados artistas de Elektra (que también incluía algunos artistas de Asylum Records y de Nonesuch Records) en la interpretación de sus actuales artistas. Fue compilado por Lenny Kaye y quien también escribió las notas del disco en el booklet, el cual incluye etiquetas y carátulas de algunos de los discos históricos editados por Elektra desde su fundación.

## Listado de temas
El recopilatorio fue editado en doble CD, en cuádruple disco de vinilo y en doble casete. En el listado primero aparece el intérprete, luego el tema, y luego entre paréntesis el intérprete original y el año en que se editó el tema:

### CD 1; Disco 1, Lado A; Casete 1, Lado A
1. The Cure: "Hello, I Love You" (The Doors, 1968)
2. Tracy Chapman: "The House of the Rising Sun" (Glenn Yarbrough, 1957)
3. Billy Bragg: "Seven & Seven Is" (Love, 1966)
4. Jevetta Steele: "['d Like to Teach the World to Sing" (New Seekers, 1971)
5. Gipsy Kings: "Hotel California" (Eagles, 1976)

### Disco 1, Lado B
1. The Black Velvet Band: "Werewolves of London" (Warren Zevon, 1978)
2. The Sugarcubes: "Motorcycle Mama" (Sailcat, 1972)
3. Shinehead: "One Meatball" (Josh White, 1956)
4. The Havalinas: "Bottle of Wine" (Tom Paxton, 1965)
5. Pixies: "Born in Chicago" (Paul Butterfield, 1965)

### Disco 2, Lado A; Casete 1, Lado B
1. Faster Pussycat: "You're So Vain" (Carly Simon, 1972)
2. Kronos Quartet: "Marquee Moon" (Television, 1977)
3. Phoebe Snow: "Get Ourselves Together" (Delaney & Bonnie, 1968)
4. Happy Mondays: "Tokoloshe Man" (John Kongos, 1972)
5. Ernie Isley: "Let's Go" (The Cars, 1979)

### Disco 2, Lado B
1. Lynch Mob: "Going down" (Don Nix and the Alabama State Troopers, 1972)
2. Arto Lindsay & The Ambitious Lovers: "A Little Bit of Rain" (Fred Neil, 1965)
3. Anita Baker: "You Belong to Me" (Carly Simon, 1978)
4. Howard Jones: "Road to Cairo" (David Ackles, 1968)

### CD 2; Disco 3, Lado A; Casete 2, Lado A
1. The Big F: "Kick Out The Jams" (MC5 1969)
2. The Georgia Satellites: "Almost Saturday Night/Rockin' All Over the World" (John Fogerty, 1975)
3. Sara Hickman: "Hello, I Am Your Heart" (Dennis Linde, 1973)
4. Teddy Pendergrass: "Make It With You" (Bread, 1970)
5. Linda Ronstadt: "The Blacksmith" (Kathy & Carol, 1965)

### Disco 3, Lado B
1. Bill Frisell, Robin Holcomb, Wayne Horvitz: "Going Going Gone" (Bob Dylan, 1974)
2. Jackson Browne: "First Girl I Loved" (The Incredible String Band, 1967)
3. 10,000 Maniacs: "These Days" (Jackson Browne, 1973)
4. Metallica: "Stone Cold Crazy" (Queen, 1974)
5. Danny Gatton: "Apricot Brandy" (Rhinoceros, 1968)

### Disco 4, Lado A; Casete 2, Lado B
1. Shaking Family: "Union Man" (The Cate Brothers, 1975)
2. They Might Be Giants: "One More Parade" (Phil Ochs, 1964)
3. Howard Hewett: "I Can't Tell You Why" (Eagles, 1979)
4. Leaders of the New School: "Mt. Airy Groove" (Pieces Of A Dream, 1982)
5. Shirley Murdock: "You Brought The Sunshine" (The Clark Sisters, 1983)

### Disco 4, Lado B
1. John Eddie: "Inbetween Days" (The Cure, 1985)
2. The Beautiful South: "Love Wars" (Womack & Womack, 1983)
3. Michael Feinstein: "Both Sides Now" (Judy Collins, 1967)
4. John Zorn: "T.V. Eye" (The Stooges, 1970)
5. The Cure: "Hello, I Love You (Slight Return)" (The Doors, 1968)

## Curiosidades
- Lenny Kaye fue miembro del grupo de Patti Smith, así como productor de los primeros discos de Suzanne Vega, además de compilador (junto a Jaz Holzman, fundador de Elektra) en 1973 del primer Nuggets, compilado de grupos garages y protopunks de los 60's.
- Metallica grabó su versión del tema "Stone Cold Crazy" (original de Queen) luego de fracasar en ensayar un tema del compositor y cantante Tom Waits. Irónicamente Metallica ganaría un premio Grammy a Mejor Performance de Metal por dicho versión, premio que siempre se le negó a Queen.
- The Cure y Jackson Browne son los únicos dos artistas que a la vez fueron homenajeados y que homenajeaban a otros artistas.
- Según cuenta Robert Smith en el libro inserto en el compilatorio Join The Dots, The Cure grabó tres versiones del tema "Hello, I Love You" de The Doors en una sola noche en el estudio The Live House de Launceston (Corwall). Originalmente Smith pensó en el tema "Pirate Ships" de Wendy Waldman, pero no funcionó. Mirando el catálogo de Elektra decidió versionar el tema de The Doors. Se hicieron tres versiones: una "versión rara", una "versión estricta" y una "versión loca". La llamada "versión loca" -"Hello, I Love You (Slight Return)"-, que dura apenas 10 segundos, fue la única que originalmente enviaron a Elektra para el Rubáiyát, aunque luego la "versión estricta" se uniría al recopilatorio. La "versión rara" se encuentra en Join The Dots.

- Datos: Q2000374